# Lukas' bog
Lukas' bog er en børnebog af Hans Scherfig, den første han skrev for børn.